# كيث هاركن
كيث هاركن (بالإنجليزية: Keith Harkin)‏ هو كاتب أغاني بريطاني، ولد في 10 يونيو 1986 في ديري في أيرلندا الشمالية.

## وصلات خارجية
- الموقع الرسمي